# Antonio Labriola
Antonio Labriola (2 iulie 1843 - 12 februarie 1904) a fost un filozof italian. Antonio Labriola a fost prieten personal al lui Engels, a influențat personalități politice din Italia și a contribuit la difuzarea marxismului. 
1. ↑  Antonio Labriola, Brockhaus Enzyklopädie
2. 1 2 3  Autoritatea BnF, accesat în 10 octombrie 2015
3. ↑  Antonio Labriola, Hrvatska enciklopedija[*]
4. 1 2  Antonio Labriola, SNAC, accesat în 9 octombrie 2017
5. 1 2  Antonio Labriola, Internet Philosophy Ontology project, accesat în 9 octombrie 2017
6. ↑  CONOR.SI[*] Verificați valoarea |titlelink= (ajutor)